# 尾崎美紀
尾﨑 美紀（おざき みき、1993年1月18日 - ）は、日本の実業家。元タレント、元ファッションモデル。愛知県名古屋市出身。かつてプラチナムプロダクションに所属していた。

## 略歴
- 2012年よりプラチナムプロダクションに所属し活動を始める[3]。
- 2014年3月31日より日本テレビ『PON!』に火曜日のお天気お姉さんとしてレギュラー出演[4]。
- 2014年9月7日、モデルオーディション2014でグランプリに選ばれる。
- その後東京ランウェイや神戸コレクションなど出演。
- 2015年12月31日付でプラチナムプロダクションを退所。事実上の芸能界引退を表明[3]。
- 就職活動で大手企業からも内定をもらうが、起業の道を選択。2017年3月に美容メディア、D2C事業を取り扱うDINETTE株式会社を設立。美容事業に力を入れる女社長に就任[5][6][7][8][9][10][11][12][13][14][15][16][17][18]。
- 2022年6月9日、バチェロレッテ・ジャパンに二代目バチェロレッテとして出演することが発表される。

## 人物
- 3人兄弟の長女（弟と妹がいる[2]）。
- 趣味はバイオリン、洋画鑑賞、クラシックバレエ。
- 特技はピアノ、歌。
- 好きな食べ物は、甘いものと辛いものである[19]。
- 晴れ女を自称している[20]。
- 愛知県立旭丘高等学校時代は弦楽部に所属していた[21]。
- 最終学歴は中央大学総合政策学部卒業。

## 出演

### テレビ
- ニッポン・ダンディ (TOKYO MX)
- 未来遺産 緊急!池上彰と考える‘借金大国ニッポン’消費税8%増税SP　(TBSテレビ)
- PON!（日本テレビ、火曜レギュラー、お天気コーナー（2014年3月31日 - 2015年3月24日）

### ウェブテレビ
- AbemaPrime（2020年2月24日、AbemaTV）
- バチェロレッテ・ジャパン シーズン2 （Amazon Prime Video）

### イベント
- 東京ネイルエキスポ2013（2013年11月10日、東京国際展示場）[22]
- 神戸コレクション2014 S/S（2014年3月2日、神戸ワールド記念ホール）[23]
- Galaxy World Tour 2015 TOKYO（2015年）[24]
- 東京ランウェイ2015S/S
- TGC

### カタログ
- H.I.S 女子旅 スリランカ (2013年6月 - 10月)

### CM
- ユニクロ ステテコリラコ (2013年6月 - 9月)

### その他
- 週刊プレイボーイ（集英社）